# Traditi humilitati
Traditi humilitati je papeška bula, ki jo je napisal papež Pija VIII. leta 1829.
S to bulo je papež ponovno obsodil prostozidarstvo.